# Jüdischer Friedhof (Bisses)
Der Jüdische Friedhof Bisses ist ein Friedhof im Ortsteil Bisses der Gemeinde Echzell im Wetteraukreis in Hessen.
Der jüdische Friedhof liegt am östlichen Ortsrand, nördlich an der Georgenstraße, etwa 200 Meter östlich der Kirche beziehungsweise des christlichen Friedhofs. Über die genaue Anzahl der Grabsteine liegen keine Angaben vor. 

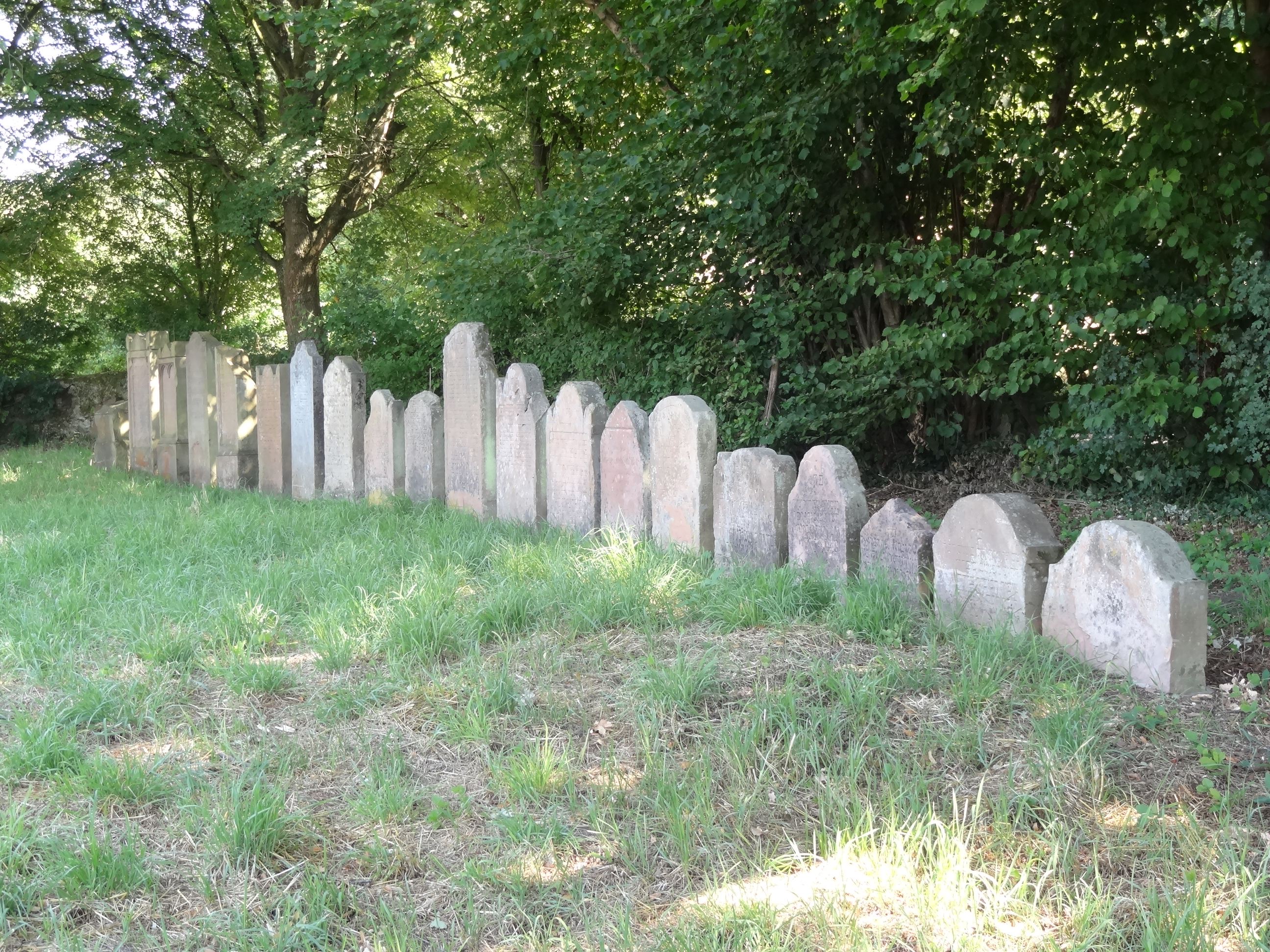
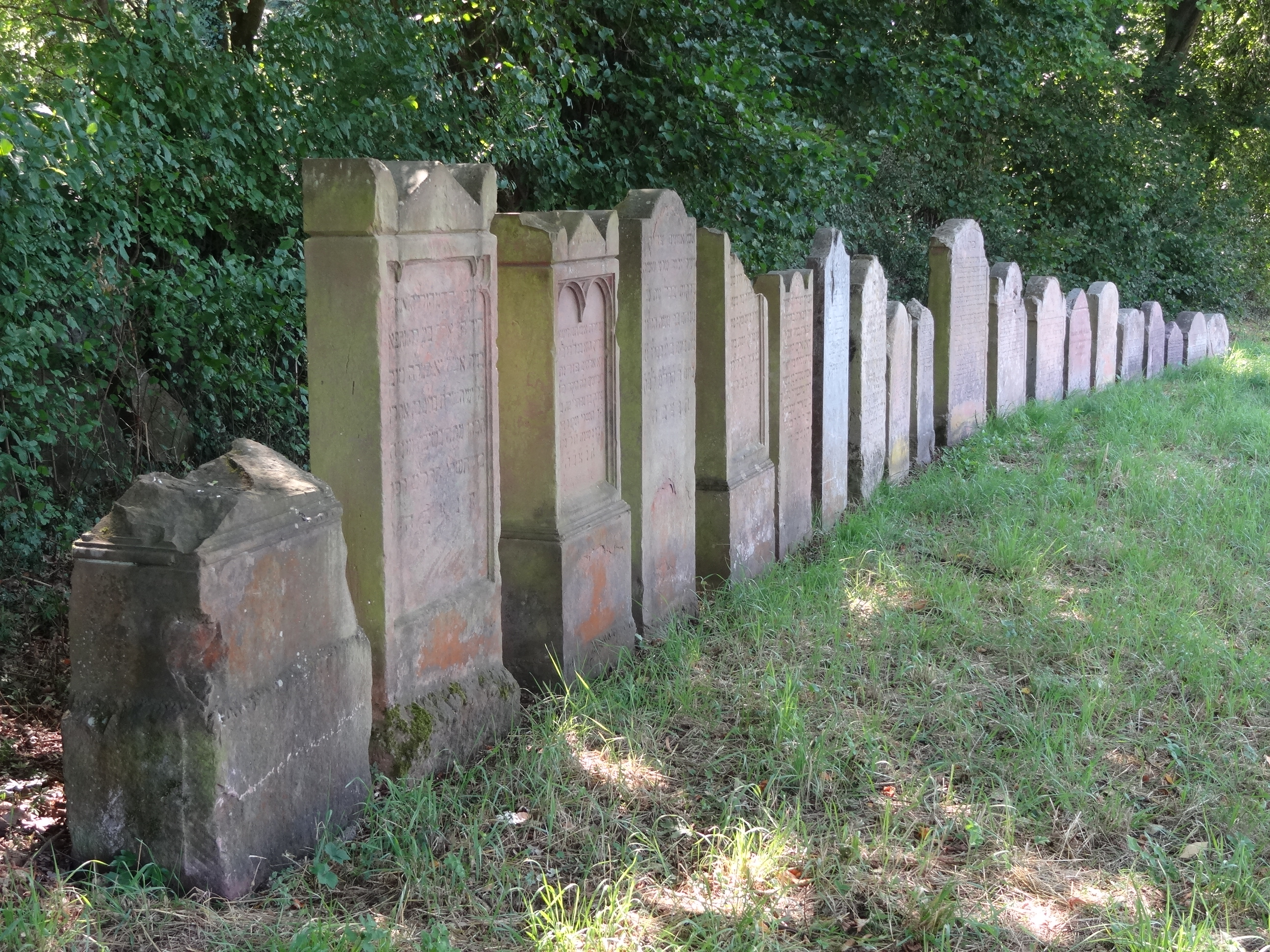
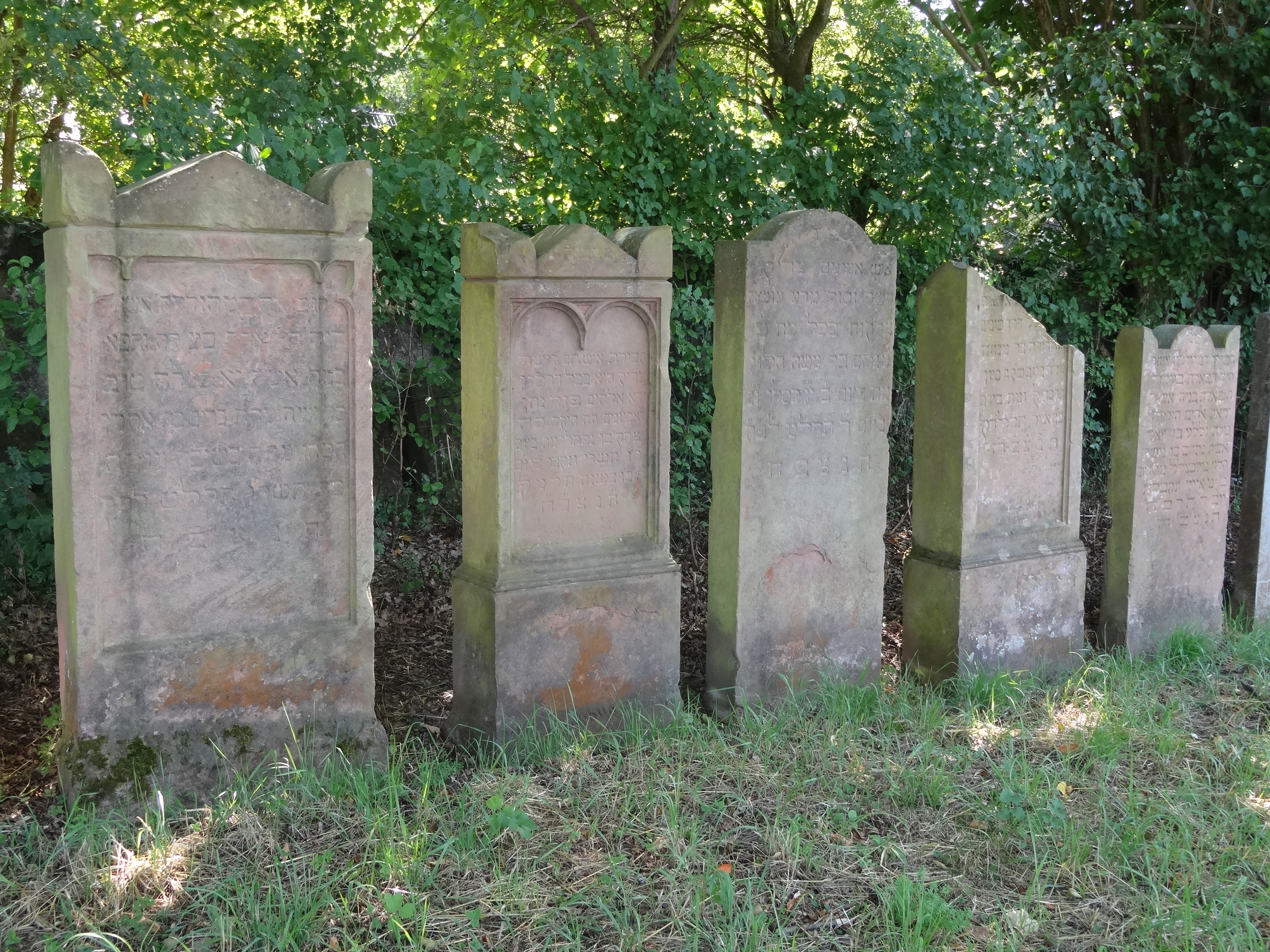
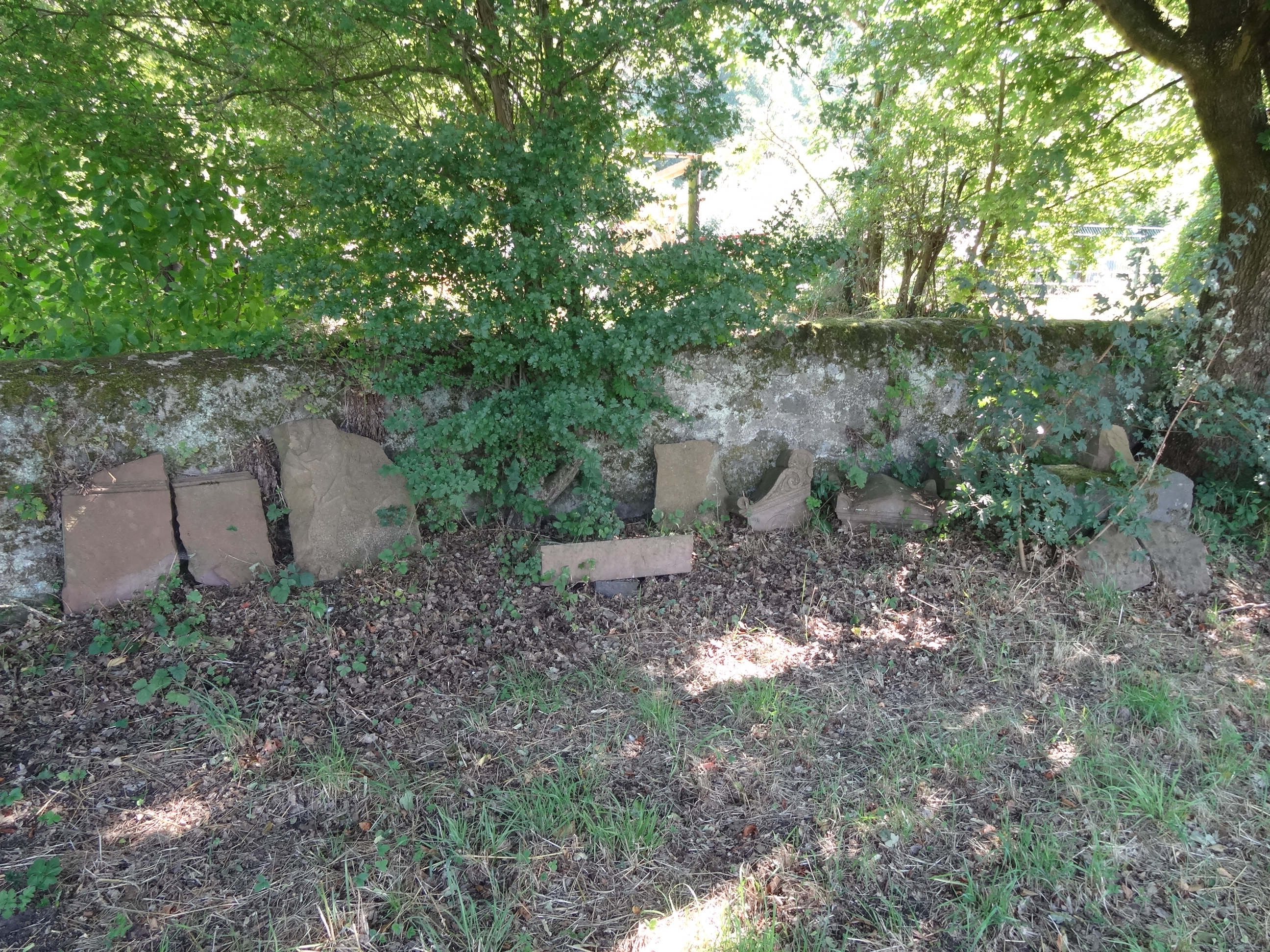
Fragmente von Grabsteinen

## Geschichte
Über das Alter des Friedhofs, der bis in die 1860er-Jahre belegt wurde, liegen keine Angaben vor. Nachdem 1863/64 in Echzell eine Synagoge erbaut worden war und der Sitz der jüdischen Gemeinde nach Echzell verlegt worden war, wurde dort ein jüdischer Friedhof angelegt und der Friedhof in Bisses nicht mehr belegt.
Die letzte Beisetzung erfolgte für das Ehepaar Moritz Fettmann und Mathilde Fettmann geb. Hecht aus Berstadt. Sie hatten am Abend des 22. Dezember 1938 Suizid verübt und wurden "anonym" bestattet. Ein Grabstein ist nicht vorhanden.